# Saint-Blancard
Saint-Blancard (Gascons: Sent Blancat) is een plaats en voormalige gemeente in het Franse departement Gers in de regio Occitanie en telde op 1 januari 2022 281 inwoners. De plaats maakt deel uit van het kanton Masseube in het arrondissement Mirande. De inwoners worden Saint-Blancardais(es) genoemd.

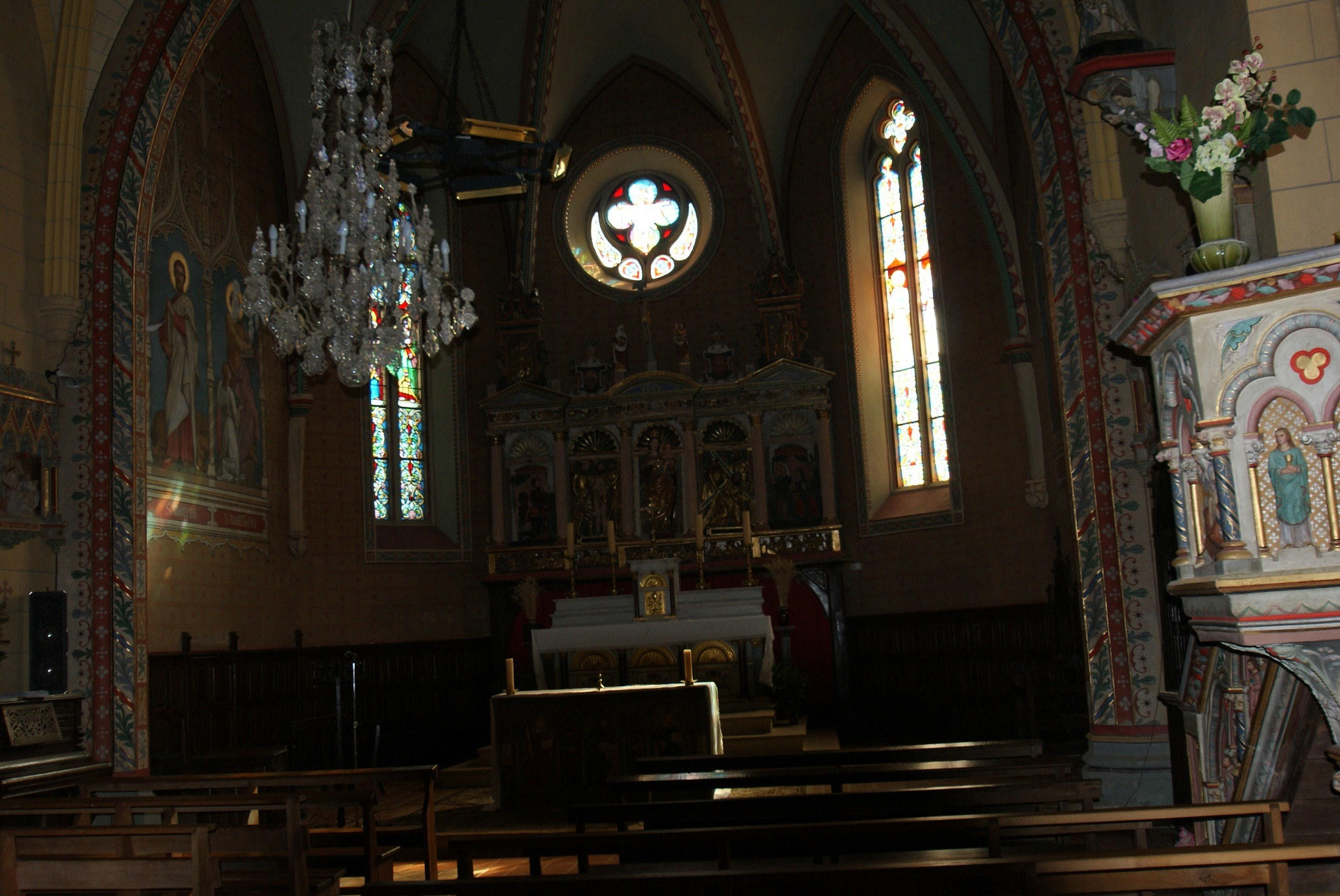
De binnenzijde van de kerk.

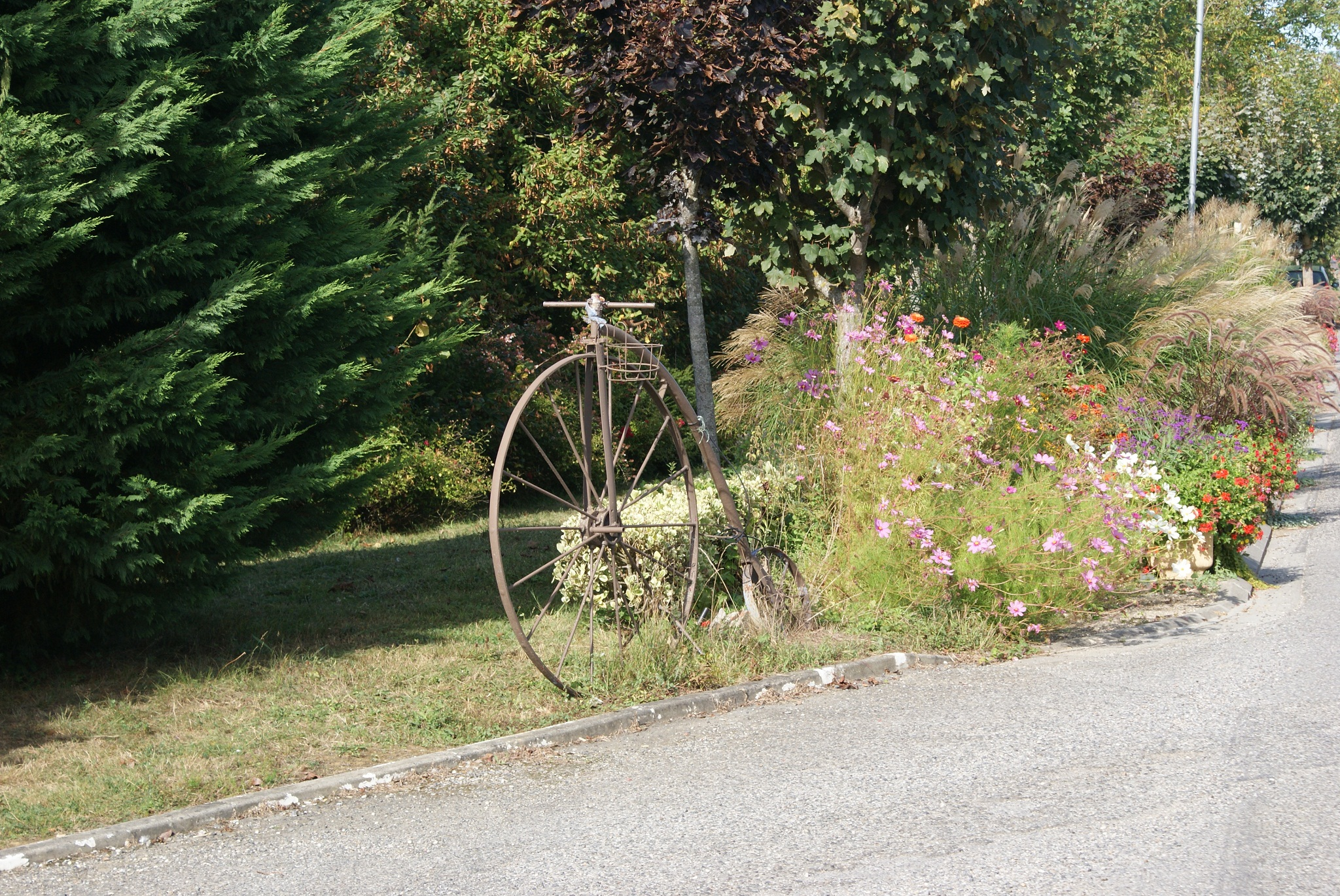
Fiets. Een van de objecten in het dorp.

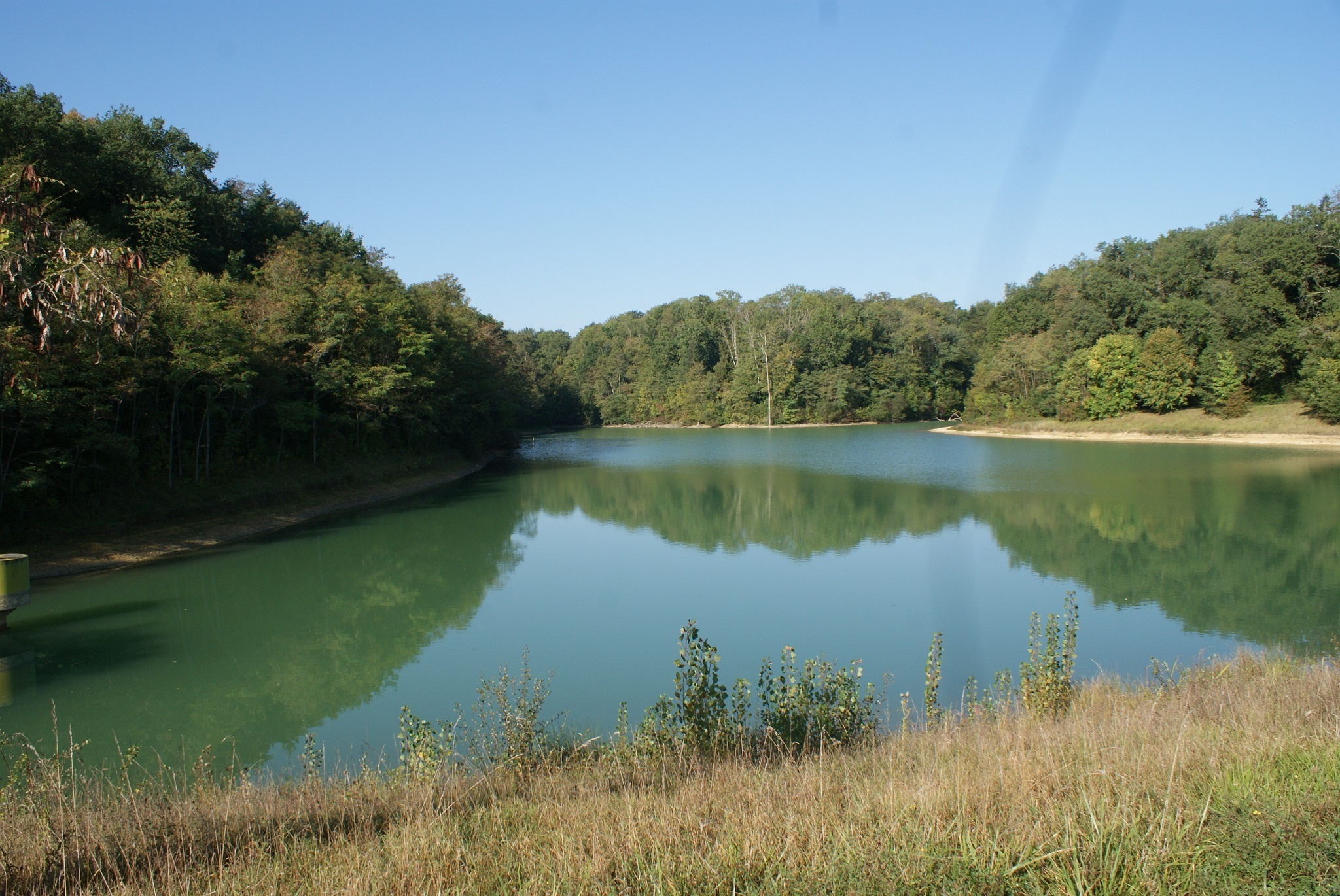
Stuwmeertje ten zuiden van het dorp.

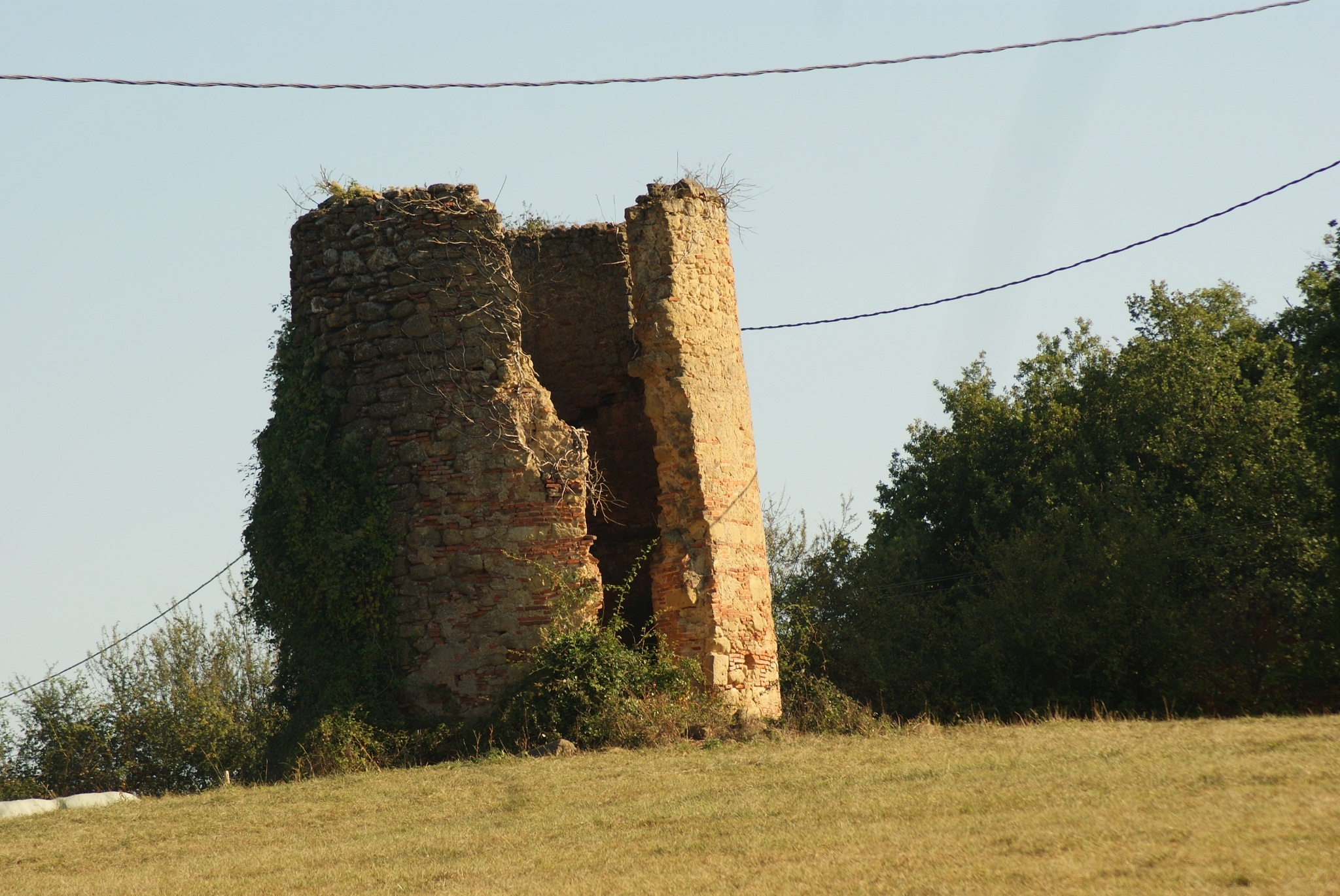
Ruïne van de windmolen.

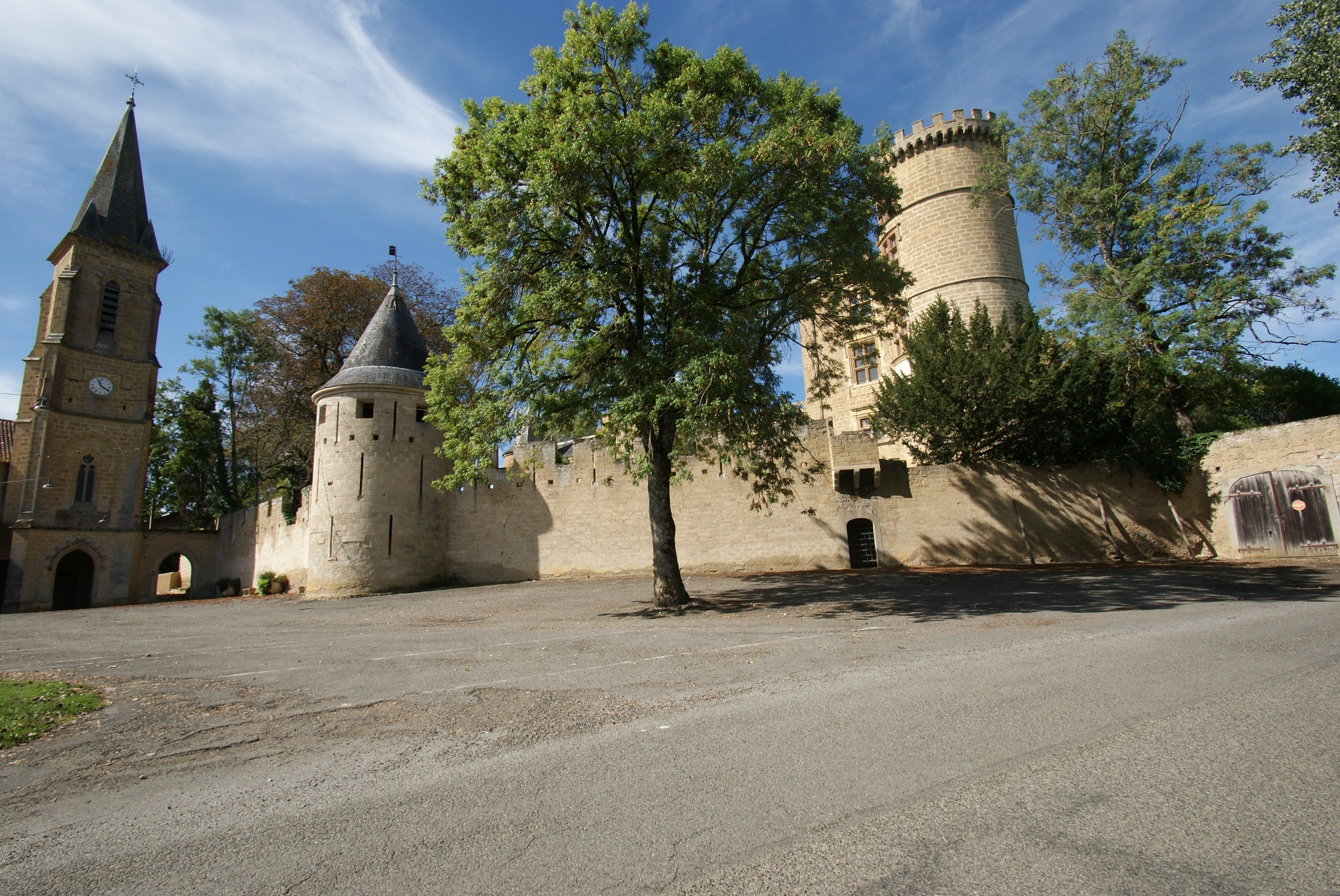
Het kasteel.

## Geschiedenis

### Bewoners kasteel
In het dorp is het kasteel Château de Saint-Blancard. Tot de baronnen en markiezen die op het kasteel van Saint-Blancard woonden behoorden:
- Bernard d'Ornézan,[2] baron van Saint-Blancard in het bisdom Lombez, rond veertienhonderd.
- En Armand de Gontaut, baron van Biron en maarschalk[3] van Frankrijk, midden zestiende eeuw.

### Gemeentefusie
Op 1 januari 2025 fuseerden Cabas-Loumassès, Monbardon, Saint-Blancard en Sarcos tot de commune nouvelle Cap d'Astarac.

## Het huidige dorp
Saint-Blancard is gelegen op de heuvelrug tussen het dal van de Gimone in het oosten en dat van de Arrats in het westen. De D228 kruist in het dorp de D576. Het meest opvallende gebouw in het dorp is het kasteel. De 15e-eeuwse kerk Saint-Pancrare is aan het kasteel gebouwd. Bij de driespong ten westen van het kasteel is een monument voor een vroegere graaf Armand die tevens burgemeester van het dorp was. In een weiland ten noorden van het kasteel staan op een heuvel de resten van de windmolen (fr. moulin à vent) van Saint-Blancard. Die plek heet: Chez Baptiste. Voor het kasteel is een monument voor de gevallenen, een kruis en een beeld van Maria. Tussen deze beelden is een jeu de boules-baan met verlichting gelegen. In het dorp is een revalidatiecentrum met o.a. woningen voor de revaliderenden. In het midden van het dorp staat een kruis uit 1895 ter nagedachtenis van de familie Furgatte. In het oosten van het dorp staat een metershoog zeventiende-eeuws houten kruis. Het stroompje de Arrats de devant loopt aan de westzijde door de gemeente. Ten zuiden van het dorp ligt ten behoeve van de landbouw een klein meer. Aan de oostzijde van de gemeente stroomt de Gimone. Daar is een watermolen (fr. moulin à eau). Deze is in particulier bezit. Ten zuidoosten ligt een 6 km lang stuwmeer met een oppervlakte van 263 hectare, Lac de la Gimone. Dit meer vormt de grens tussen Gers en Haute-Garonne en is ontstaan door de plaatsing van een dam in de rivier de Gimone. In de gemeente is een stelsel aan stroompjes en kleine meren welke ten dienste van de landbouw worden gebruikt.

### Voorzieningen
Met een kleine winkel is het dorp nog self-supporting. Bij de winkel is een gas-depot. Verder is er een kapsalon en een postkantoor in Saint-Blancard. De gemeente stimuleert de middenstand door lage huren voor gebouwen te rekenen. Vroeger was er een nonnenschool in het gebouw waar nu een hotel/café/restaurant is gevestigd. Daarnaast is het gemeentehuis. Er is een school. Er zijn Chambres d'Hôtes en er zijn gîtes. Er is een voetbalveld. In het dorp is streekradio Coteaux gevestigd; FM 97.7 en 104.5. Bij het stuwmeer is een nautisch centrum en zwemgelegenheid. Er is een veldje voor gemotoriseerd paravliegen. Het kantoor van negen verenigde gemeenten, die onder de naam Les Hautes Vallées naar buiten treden, is in het dorp gevestigd. Het dorp valt onder de VVV (fr. l'office de tourisme) van Masseube.

### De nabije omgeving
De onderstaande figuur toont de Saint-Blancard omringende communes.

## Geografie

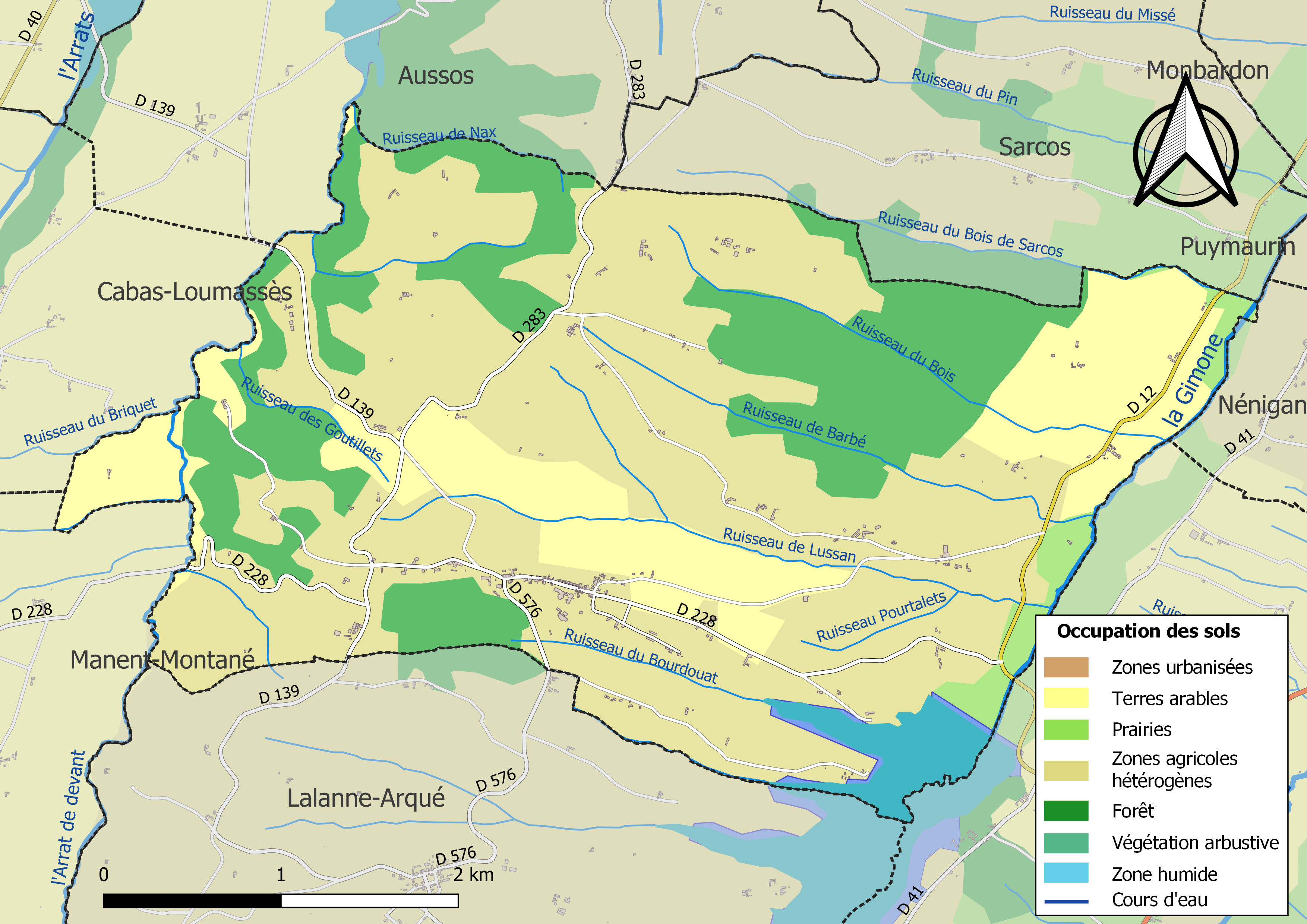
Kaart van de gemeente met belangrijkste infrastructuur, bodemgebruik en omliggende gemeenten

De oppervlakte van Saint-Blancard bedroeg op 1 januari 2022 14,87 vierkante kilometer; de bevolkingsdichtheid was toen 18,9 inwoners per km². Auch ligt op 40 km, Toulouse op 80 km en Tarbes op 60 km van Saint-Blancard.

## Demografie
Onderstaande figuur toont het verloop van het inwonertal (bron: INSEE-tellingen).